# Techelsdorf
Techelsdorf település Németországban, Schleswig-Holstein tartományban. Lakosainak száma 148 fő (2023. december 31.).

## Népesség
A település népességének változása:
| Lakosok száma | 178  | 147  | 142  | 146  | 148  | 148  |
|               | 1975 | 2017 | 2019 | 2021 | 2022 | 2023 |